# Палаццо-Монтечиторіо

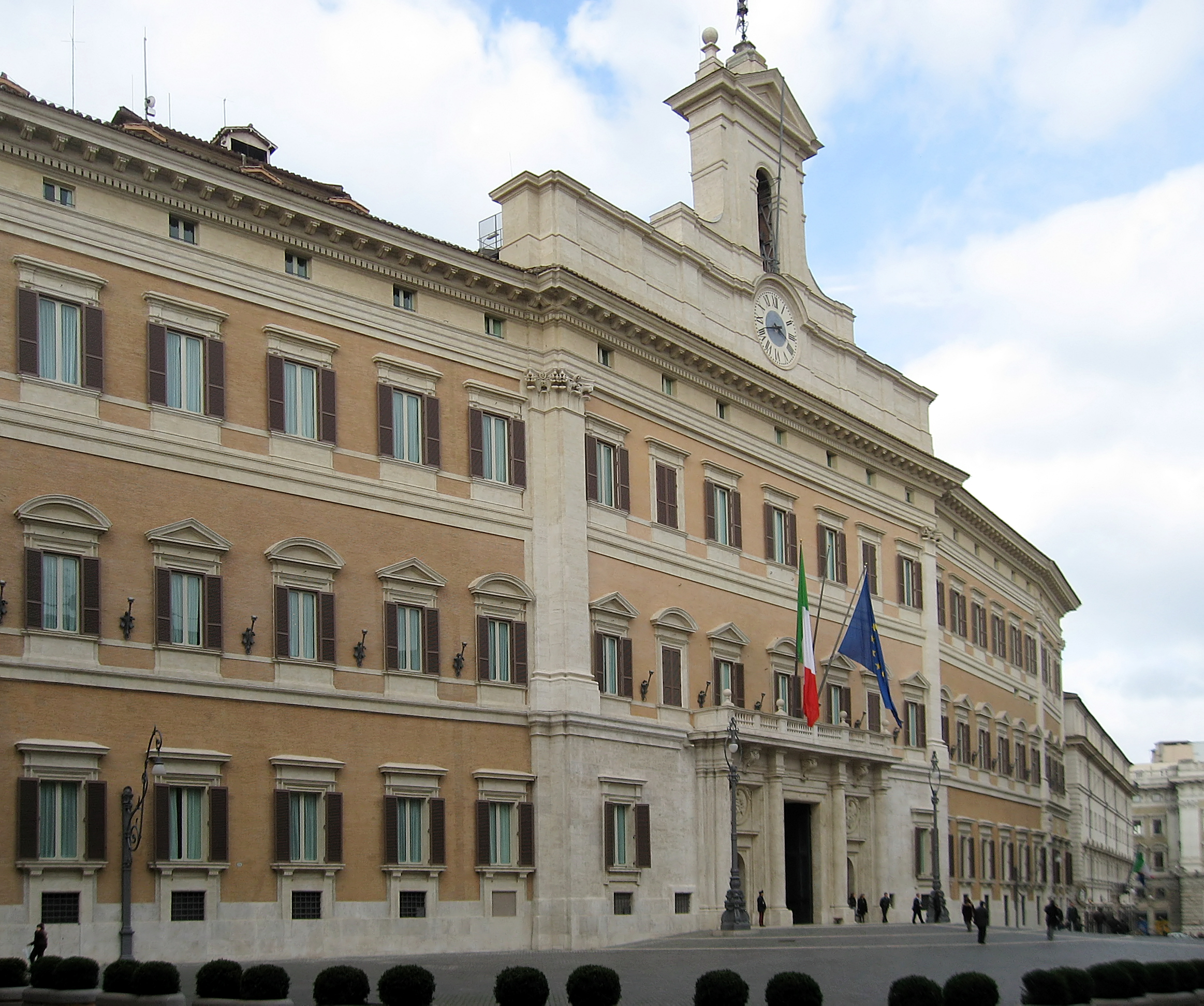
Палаццо Монтечиторіо

Палаццо Монтечиторіо (італ. Palazzo Montecitorio) — палац в Римі, з 1871 року — будівля Палати депутатів італійського парламенту. Збудований між П'яцца дель Парламенто та П'яцца Монтечиторіо, та у 300 метрів від Фонтана ді Треві на південний схід від Пантеону.

## Історія
Палаццо почали будувати у 1650 році за проєктом Лоренцо Берніні. Замовником виступив папа Іннокентій X. 
Будівлю завершено в 1694 році у стилі бароко архітектором Карло Фонтана. У 1696 році стає місцем папської курії  та інших органів управління.
На початку XX століття палаццо перебудовують. Перш за все перебудовано внутрішній двір на зал засідань. Його прикрашають малюнки Джуліо Арістіде Сарторіо 1908–1912 років. Північний фасад, що виходить на П'яцца дель Парламенто перебудований у 1902 році у стилі сецесії архітектором Ернесто Базіллє.
На самій П'яцца Монтечиторіо у 1792 році поставлено римський обеліск — Solare.

## Галерея

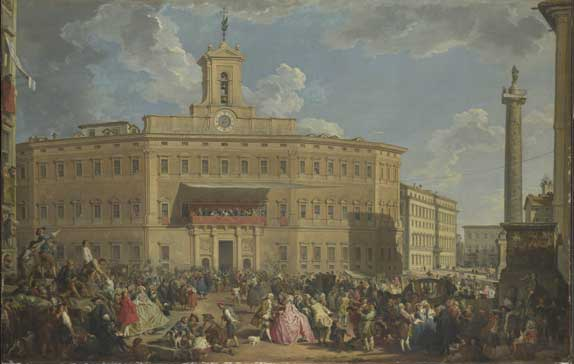
Гравюра, 1747
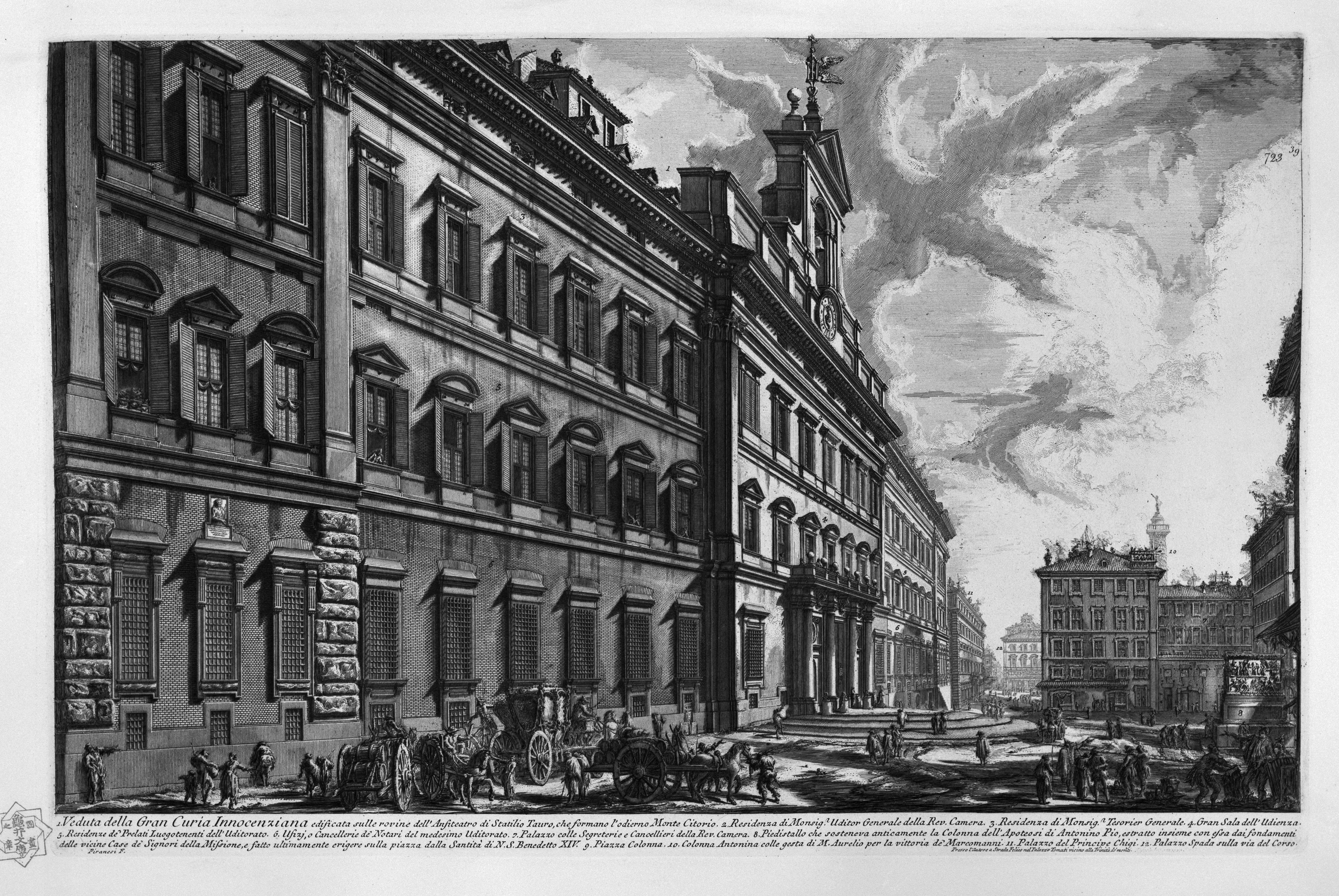
XVIII століття
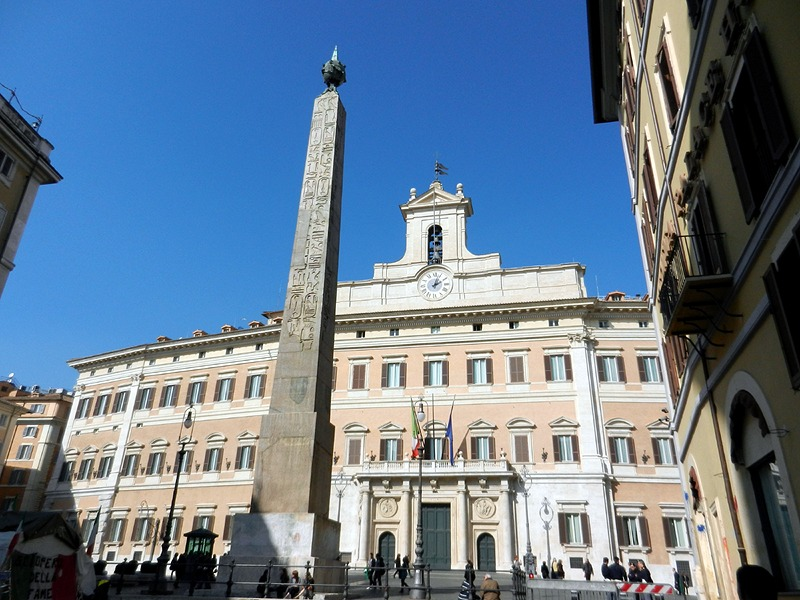
Площа з обеліском
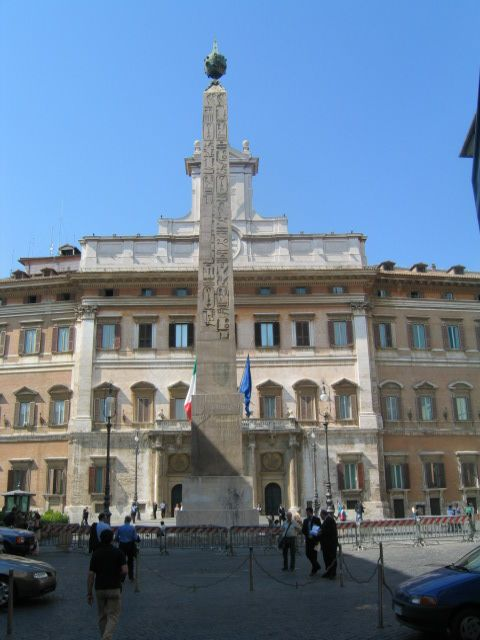
Обеліск
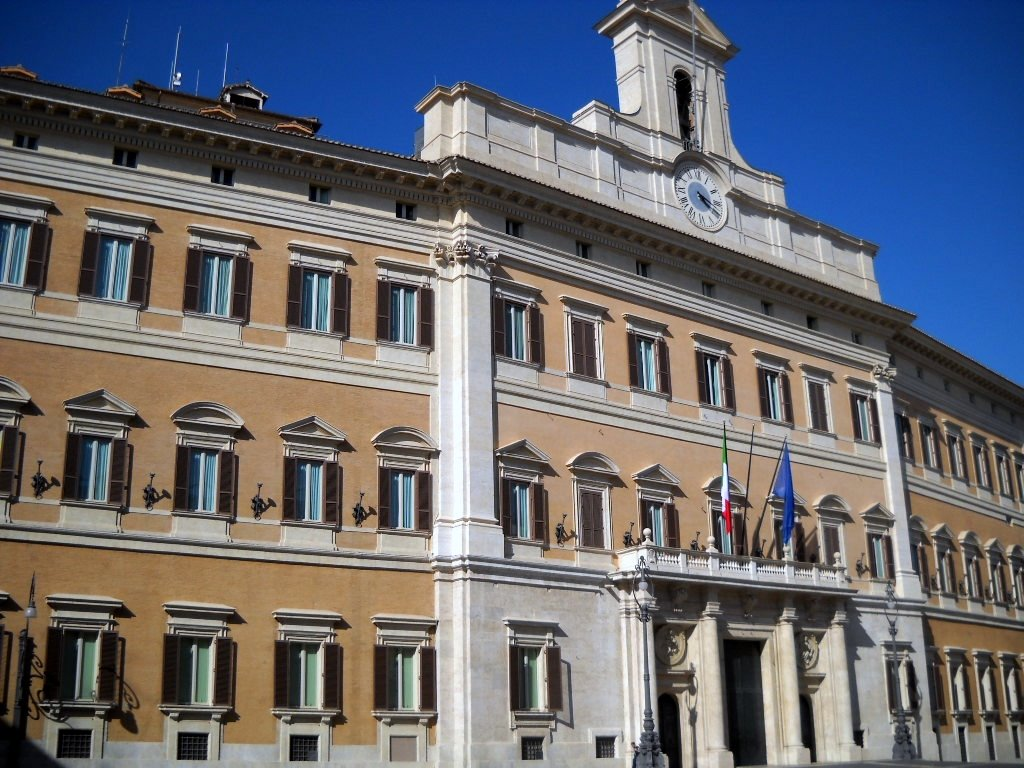
Фасад
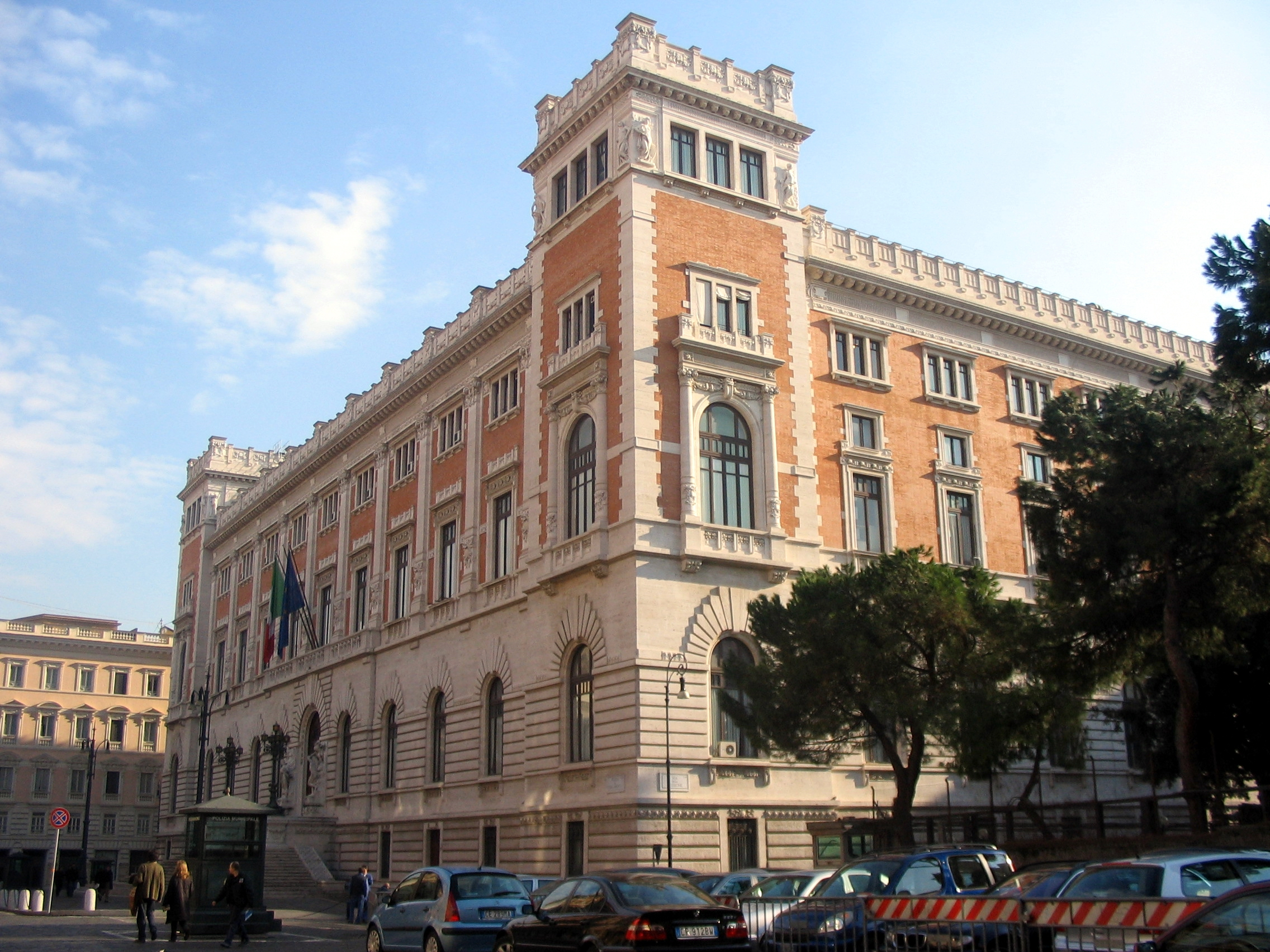
Фасад
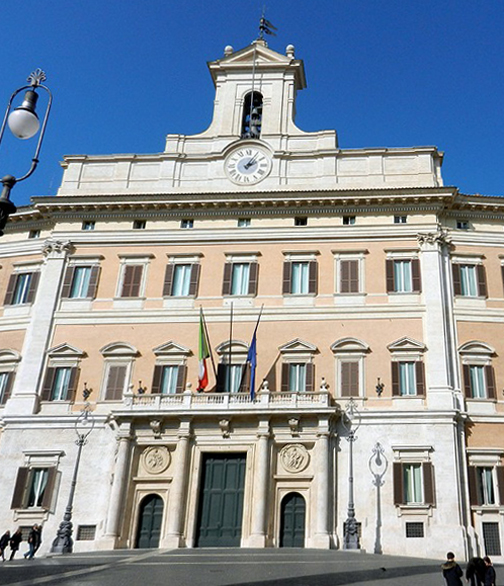
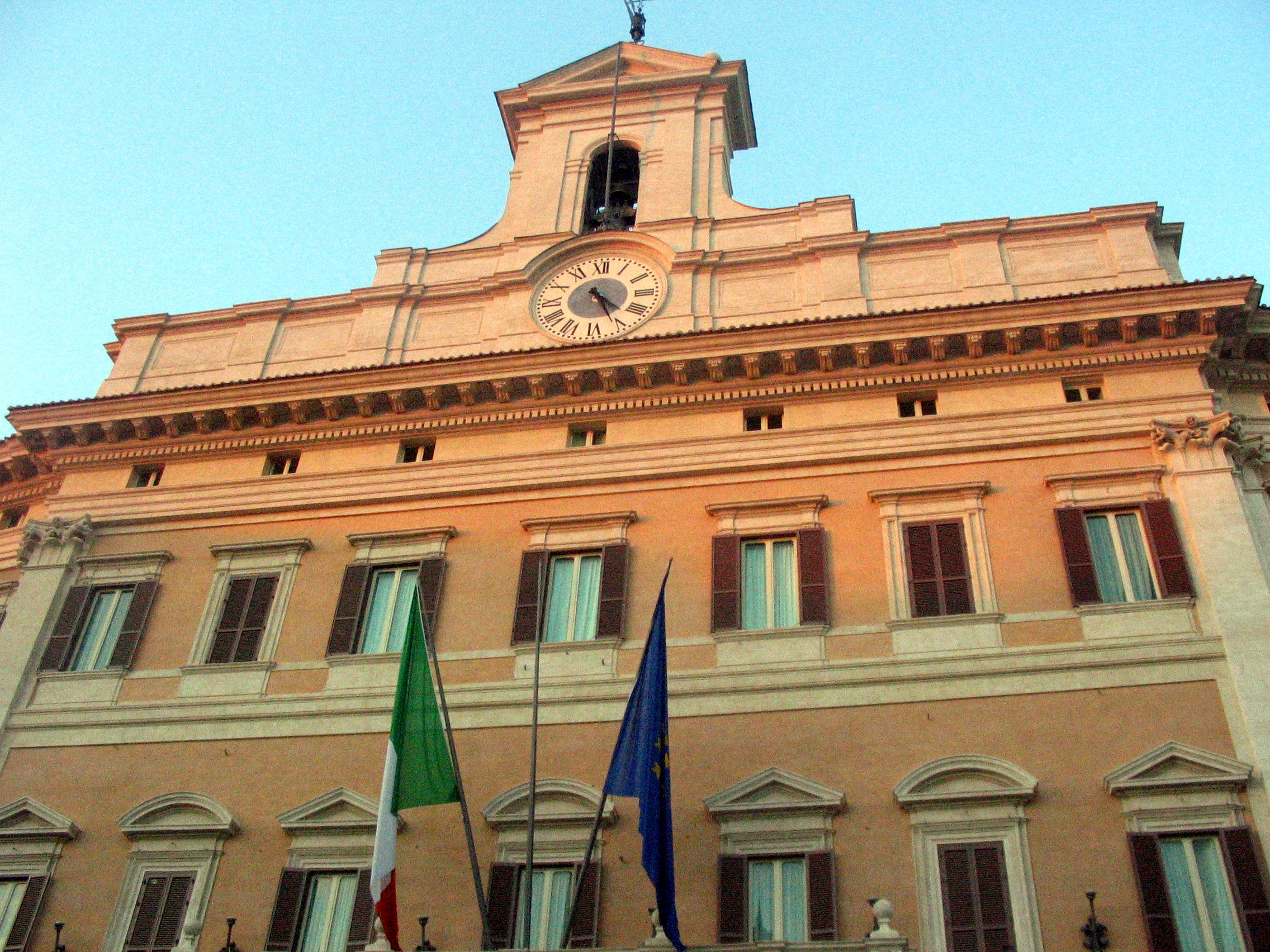
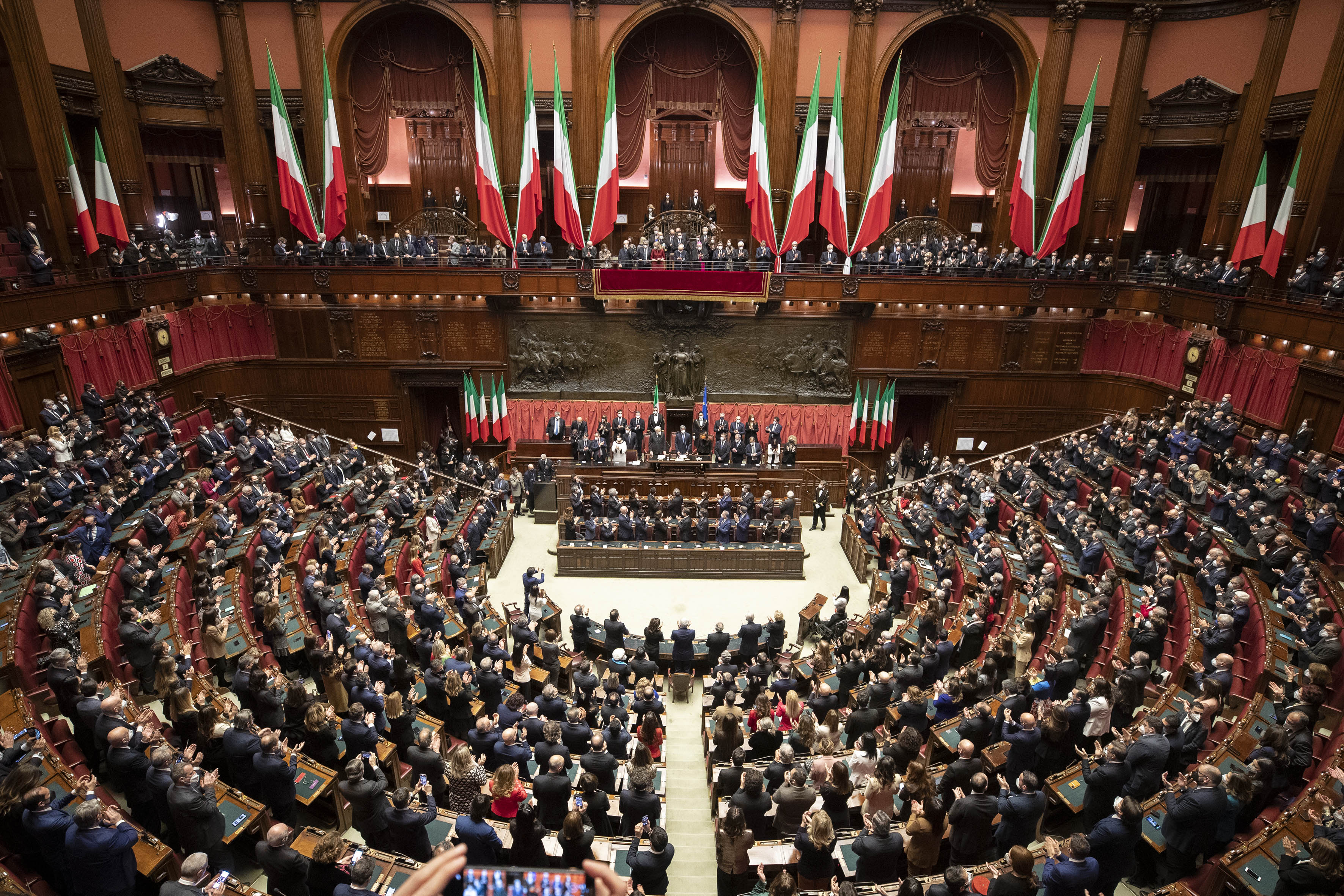
Палата депутатів, пленарна зала